# Salvatiella islapascua
Salvatiella islapascua là một loài chân đều trong họ Munnidae. Loài này được Kensley miêu tả khoa học năm 2003.